# Syzeuctus vedoris
Syzeuctus vedoris är en stekelart som beskrevs av Ugalde och Ian D. Gauld 2002. Syzeuctus vedoris ingår i släktet Syzeuctus och familjen brokparasitsteklar. Inga underarter finns listade i Catalogue of Life.